# Karangnangka (Rubaru)
Karangnangka is een bestuurslaag in het regentschap Sumenep van de provincie Oost-Java, Indonesië. Karangnangka telt 3445 inwoners (volkstelling 2010).